# St. Wolfgang (Haslach)

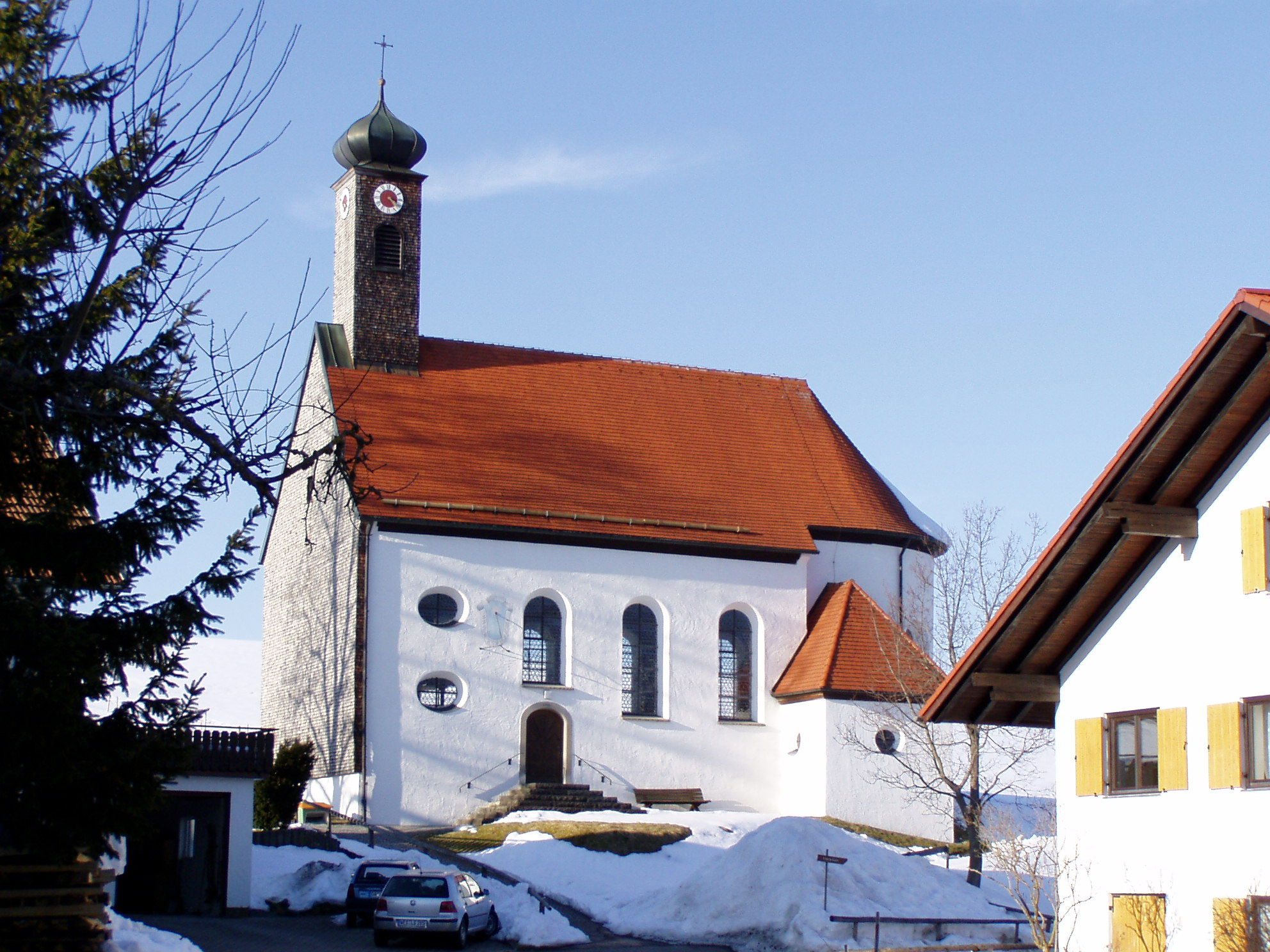
St. Wolfgang in Haslach

Die römisch-katholische Filialkirche St. Wolfgang steht in Haslach, einem Gemeindeteil von Oy-Mittelberg im schwäbischen Landkreis Oberallgäu in Bayern. Das Bauwerk ist in der Liste der Baudenkmäler in Oy-Mittelberg als Baudenkmal unter der Nr. D-7-80-128-16 eingetragen.

## Beschreibung
Die Saalkirche wurde 1744 erbaut. Sie besteht aus einem Langhaus und einem eingezogenen, halbrund geschlossenen Chor im Osten. Dem Satteldach des Langhauses wurde 1894 im Westen ein quadratischer Dachreiter aufgesetzt, der die Turmuhr und den Glockenstuhl beherbergt, der mit einer Zwiebelhaube bedeckt wurde, die 1975 erneuert wurde.
Der Stuck mit Rocaillen im Innenraum wird Joseph Fischer zugeschrieben. Über dem Chorbogen prangt das Wappen des Joseph Ignaz Philipp von Hessen-Darmstadt. Der Hochaltar wird von den Statuen des heiligen Sebastian und des Rochus von Montpellier flankiert. Das Altarretabel wurde 1758 von Franz Anton Zeiller mit Wolfgang von Regensburg bemalt. Die Seitenaltäre in Form von Ädikulä werden Nikolaus Babel zugeschrieben. Die Orgel mit 7 Registern, verteilt auf einem Manual und Pedal wurde 1995 von Siegfried Schmid gebaut.